# Jair Jurrjens
Jair Francoise Jurrjens (né le 29 janvier 1986 à Willemstad, Curaçao, Antilles néerlandaises) est un lanceur droitier de baseball qui joue en Ligue majeure de 2007 à 2014.

## Ligue majeure de baseball

### Tigers de Detroit
Jair Jurrjens signe avec les Tigers de Detroit en 2003. Il joue son premier match dans les majeures avec cette équipe le 15 août 2007. Il effectue 7 départs comme lanceur partant, remportant 3 victoires contre une seule défaite.

### Braves d'Atlanta
Le 29 octobre 2007, les Tigers échangent Jurrjens et le voltigeur des ligues mineures Gorkys Hernandez aux Braves d'Atlanta en retour du vétéran joueur d'arrêt-court Edgar Renteria.
Jurrjens obtient sa place dans la rotation de lanceurs partants des Braves dès la saison 2008. Il remporte 13 victoires en 31 départs et conserve une moyenne de points mérités de 3,68. Il termine troisième au vote pour la recrue par excellence de la Ligue nationale.
En 2009, Jurrjens est partie intégrante de l'efficace rotation de lanceurs des Braves : il effectue 34 départs, un sommet dans la Nationale, et remporte 14 gains. Il abaisse de plus sa moyenne de points mérités à seulement 2,60.

#### Saison 2011
En six départs au cours du mois de mai 2011, Jurrjens remporte cinq victoires contre une seule décision perdante, et il maintient une moyenne de points mérités de 1,65. Il reçoit pour la première fois de sa carrière le titre de meilleur lanceur du mois dans la Ligue nationale.
Il reçoit en juillet sa première invitation au match des étoiles du baseball majeur. Il lance une manche et deux tiers durant la partie d'étoiles, et ses coéquipiers des Braves Craig Kimbrel et Jonny Venters sont envoyés au monticule immédiatement après lui.
Gagnant de 13 parties contre six défaites en 23 départs en 2011, seul Tim Hudson (16) est plus victorieux que lui chez les Braves. Jurrjens est le lanceur partant d'Atlanta qui conserve la meilleure moyenne de points mérités (2,96) pendant la saison. Cette moyenne serait la 9e meilleure parmi les lanceurs de la Ligue nationale si elle avait été considérée officielle, mais avec 152 manches de travail durant la saison, Jurrjens aurait eu besoin de 10 manches lancées de plus pour voir sa moyenne être prise en considération au tableau des meneurs. Jurrjens réussit dans l'année deux matchs complets dont un blanchissage. Son premier match complet en carrière est lancé le 26 avril dans un gain de 8-2 des Braves sur les Padres de San Diego et il réussit son premier jeu blanc dans les majeures le 1er juillet contre Baltimore. En seconde moitié de saison, il éprouve des douleurs au genou qui lui font rater tout le mois de septembre et l'embêteront pendant des années.

#### Saison 2012
Jurrjens ne peut faire suite à sa belle saison 2011. Il est cédé aux ligues mineures par Atlanta à la fin avril 2012 : après ses 4 premiers départs de la saison, sa moyenne de points mérités s'élève à 9,37 et les adversaires ont une moyenne au bâton de ,411 contre lui. De plus, sa moyenne de points mérités s'élève à 6,87 depuis sa participation au match des étoiles l'été précédent. Lorsque Brandon Beachy voit sa saison 2012 se terminer en juin à cause d'une blessure, Jurrjens est rappelé des ligues mineures et réintègre la rotation des Braves. Il ne lance plus pour les Braves après le 31 juillet, sa moyenne de points mérités s'élevant à 5,63 en 6 départs et une présence en relève depuis son retour.

### Orioles de Baltimore
Jurrjens rejoint les Orioles de Baltimore le 15 février 2013. Il est libéré en juillet après deux parties, une comme lanceur partant et l'autre en relève, pour Baltimore.

### Ligues mineures
Jurrjens retourne chez les Tigers de Détroit le 26 juillet 2013 lorsqu'il accepte le contrat des ligues mineures offert par le club. Il termine la saison avec le club-école de la franchise à Toledo et n'est jamais rappelé par la franchise. En 2014, il amorce l'année dans les mineures avec les Bats de Louisville, club-école des Reds de Cincinnati. Le 1er juillet 2014, les Reds échangent Jurrjens aux Rockies du Colorado contre un joueur de deuxième but des ligues mineures, Harold Riggins.

### Rockies du Colorado
Jurrjens effectue deux départs en 2014 avec les Rockies du Colorado mais accorde 11 points mérités sur 20 coups sûrs dont 4 coups de circuit en 9 manches et un tiers lancées.

## Classique mondiale de baseball
En 2006, Jair Jurrjens s'aligne avec l'Équipe des Pays-Bas de baseball à la Classique mondiale. Il joue en compagnie d'une ancienne vedette des Braves d'Atlanta, Andruw Jones, lui aussi natif des Antilles néerlandaises.

## Statistiques
| Saison | Équipe  | G  | GS | CG | SHO | V  | D  | SV | IP    | SO  | ERA  |
| ------ | ------- | -- | -- | -- | --- | -- | -- | -- | ----- | --- | ---- |
| 2007   | Détroit | 7  | 7  | 0  | 0   | 3  | 1  | 0  | 30.2  | 13  | 4,70 |
| 2008   | Atlanta | 31 | 31 | 0  | 0   | 13 | 10 | 0  | 188.1 | 139 | 3,68 |
| 2009   | Atlanta | 34 | 34 | 0  | 0   | 14 | 10 | 0  | 215.0 | 152 | 2,60 |
| 2010   | Atlanta | 20 | 20 | 0  | 0   | 7  | 6  | 0  | 116.1 | 86  | 4,64 |
| Totaux | Totaux  | 92 | 92 | 0  | 0   | 37 | 27 | 0  | 550.1 | 390 | 3,52 |

Note : G = Matches joués ; GS = Matches comme lanceur partant ; CG = Matches complets ; SHO = Blanchissages ; 
V = Victoires ; D = Défaites ; SV = Sauvetages ; IP = Manches lancées ; SO = Retraits sur des prises ; ERA = Moyenne de points mérités.